# Stéfanos Stefanópoulos
Stéfanos Stefanópoulos (en grec moderne : Στέφανος Στεφανόπουλος ; 1898-1982) est un homme politique grec. Conservateur modéré, il est Premier ministre de Grèce pendant un an.